# Anne Helin
Anne Helin (* 28. Januar 1987 in Helsinki) ist eine ehemalige finnische Eishockeyspielerin, die zuletzt bei Kärpät Oulu in der Naisten SM-sarja unter Vertrag stand.

## Karriere
Anne Helin begann ihre Karriere bei Karhu-Kissat in ihrer Heimatstadt. Im Juniorenbereich spielte sie neben Eishockey auch Fußball und Bandy. Für Karhu-Kissat debütierte sie im Alter von 12 Jahren in der höchsten Eishockey-Spielklasse Finnlands, der Naisten SM-sarja. Später wechselte sie innerhalb Helsinkis zu Itä-Helsingin Kiekko (IHK Helsinki).
Ab 2007 spielte sie für Kärpät Oulu in der SM-sarja und wurde dabei 2008 und 2009 in das All-Star-Team der Liga gewählt. 2011 erhielt sie die Auszeichnung als beste Spielerin der Saison und war oft unter den besten Torschützen der Liga zu finden. 2013 beendete sie ihre Karriere.

### International
Anne Helin gehörte ab 2008 zum Kader der finnischen Nationalmannschaft und gewann mit dieser bei der Weltmeisterschaft 2008, 2009 und 2011 die Bronzemedaille. Bei den Olympischen Winterspielen in Vancouver 2010 gewann sie ebenfalls die Bronzemedaille.

## Karrierestatistik

### International
(Legende zur Spielerstatistik: Sp oder GP = absolvierte Spiele; T oder G = erzielte Tore; V oder A = erzielte Assists; Pkt oder Pts = erzielte Scorerpunkte; SM oder PIM = erhaltene Strafminuten; +/− = Plus/Minus-Bilanz; PP = erzielte Überzahltore; SH = erzielte Unterzahltore; GW = erzielte Siegtore; 1 Play-downs/Relegation; Kursiv: Statistik nicht vollständig)